# Diospyros capricornuta
Diospyros capricornuta är en tvåhjärtbladig växtart som beskrevs av Frank White. Diospyros capricornuta ingår i släktet Diospyros och familjen Ebenaceae. Inga underarter finns listade i Catalogue of Life.